# Pływanie na Letnich Igrzyskach Olimpijskich 1952 – 100 m stylem dowolnym kobiet
100 m stylem dowolnym kobiet – jedna z konkurencji pływackich rozgrywanych podczas XV Igrzysk Olimpijskich w Helsinkach. Eliminacje odbyły się 26 lipca, półfinały 27 lipca, a finał 28 lipca 1952 roku.
Finał tej konkurencji był jednym z najbardziej zaciętych wyścigów igrzysk w Helsinkach. Jeszcze 10 metrów przed metą prowadziła reprezentantka Związku Południowej Afryki 16-letnia Joan Harrison, ale ostatecznie nie znalazła się na podium. Mistrzynią olimpijską, z czasem 1:06,8, została Węgierka Katalin Szőke. Srebrny medal zdobyła Hannie Termeulen z Holandii (1:07,0). Brąz wywalczyła Judit Temes reprezentująca Węgry, w finale uzyskując czas 1:07,1. Dwa dni wcześniej, Temes pobiła rekord olimpijski czasem 1:05,5.

## Rekordy
Przed zawodami rekord świata i rekord olimpijski wyglądały następująco:
| Rekord            | Zawodniczka     | Czas   | Miejsce   | Data             |       |
| ----------------- | --------------- | ------ | --------- | ---------------- | ----- |
| Rekord świata     | Willy den Ouden | 1:04,6 | Amsterdam | 27 lutego 1936   |       |
| Rekord olimpijski | Rie Mastenbroek | 1:05,9 | Berlin    | 10 sierpnia 1936 | [ 1 ] |

W trakcie zawodów ustanowiono następujące rekordy:
| Data     | Etap konkurencji | Zawodnik    | Czas   | Rekord |
| -------- | ---------------- | ----------- | ------ | ------ |
| 26 lipca | eliminacje       | Judit Temes | 1:05,5 | OR     |

## Wyniki

### Eliminacje
Do półfinałów zakwalifikowało się 16 pływaczek z najlepszymi czasami.

#### Wyścig eliminacyjny 1
| Miejsce | Zawodniczka               | Państwo  | Czas   | Uwagi |
| ------- | ------------------------- | -------- | ------ | ----- |
| 1.      | Irma Heijting-Schuhmacher | Holandia | 1:06,7 | Q     |
| 2.      | Ilona Novák               | Węgry    | 1:07,7 | Q     |
| 3.      | Elisabeth Rechlin         | Niemcy   | 1:08,5 | Q     |
| 4.      | Mette Ove Petersen        | Dania    | 1:09,6 |       |
| 5.      | Maria Nardi               | Włochy   | 1:13,2 |       |
| 6.      | Sadako Yamashita          | Japonia  | 1:13,2 |       |
| 7.      | Cynthia Eager             | Hongkong | 1:16,8 |       |

#### Wyścig eliminacyjny 2
| Miejsce | Zawodniczka        | Państwo           | Czas   | Uwagi |
| ------- | ------------------ | ----------------- | ------ | ----- |
| 1.      | Hannie Termeulen   | Holandia          | 1:07,3 | Q     |
| 2.      | Greta Andersen     | Dania             | 1:08,0 | Q     |
| 3.      | Judy Roberts       | Stany Zjednoczone | 1:08,2 | Q     |
| 4.      | Marianne Lundquist | Szwecja           | 1:10,8 |       |
| 5.      | Vera Schäferkordt  | Niemcy            | 1:10,9 |       |
| 6.      | Romana Calligaris  | Włochy            | 1:11,0 |       |
| 7.      | Dolly Nazir        | Indie             | 1:24,6 |       |

#### Wyścig eliminacyjny 3
| Miejsce | Zawodniczka      | Państwo         | Czas   | Uwagi |
| ------- | ---------------- | --------------- | ------ | ----- |
| 1.      | Katalin Szőke    | Węgry           | 1:07,1 | Q     |
| 2.      | Koosje van Voorn | Holandia        | 1:07,4 | Q     |
| 3.      | Josette Arène    | Francja         | 1:09,1 |       |
| 4.      | Jean Botham      | Wielka Brytania | 1:10,5 |       |
| 5.      | Fumiko Sakaguchi | Japonia         | 1:14,6 |       |
| 6.      | Irene Strong     | Kanada          | 1:15,1 |       |

#### Wyścig eliminacyjny 4
| Miejsce | Zawodniczka      | Państwo           | Czas   | Uwagi |
| ------- | ---------------- | ----------------- | ------ | ----- |
| 1.      | Joan Harrison    | Południowa Afryka | 1:06,5 | Q     |
| 2.      | Jody Alderson    | Stany Zjednoczone | 1:07,4 | Q     |
| 3.      | Angela Barnwell  | Wielka Brytania   | 1:07,6 | Q     |
| 4.      | Ingegerd Fredin  | Szwecja           | 1:08,0 | Q     |
| 5.      | Denise Norton    | Australia         | 1:11,8 |       |
| 6.      | Gladys Priestley | Kanada            | 1:13,4 |       |
| 7.      | Raili Riuttala   | Finlandia         | 1:13,5 |       |

#### Wyścig eliminacyjny 5
| Miejsce | Zawodniczka      | Państwo         | Czas   | Uwagi |
| ------- | ---------------- | --------------- | ------ | ----- |
| 1.      | Judit Temes      | Węgry           | 1:05,5 | Q,    |
| 2.      | Ragnhild Hveger  | Dania           | 1:08,6 | Q     |
| 3.      | Maud Berglund    | Szwecja         | 1:09,8 |       |
| 4.      | Lillian Preece   | Wielka Brytania | 1:10,0 |       |
| 5.      | Ritva Järvinen   | Finlandia       | 1:11,5 |       |
| 6.      | Sybille Verckist | Belgia          | 1:13,7 |       |
| 7.      | Shizue Miyabe    | Japonia         | 1:16,6 |       |

#### Wyścig eliminacyjny 6
| Miejsce | Zawodniczka       | Państwo           | Czas   | Uwagi |
| ------- | ----------------- | ----------------- | ------ | ----- |
| 1.      | Marilee Stepan    | Stany Zjednoczone | 1:07,7 | Q     |
| 2.      | Marjorie McQuade  | Australia         | 1:07,9 | Q     |
| 3.      | Ana María Schultz | Argentyna         | 1:10,6 |       |
| 4.      | Gaby Tanguy       | Francja           | 1:10,6 |       |
| 5.      | Kay McNamee       | Kanada            | 1:12,9 |       |
| 6.      | Susy Vaterlaus    | Szwajcaria        | 1:16,8 |       |
| 7.      | Ritva Koivula     | Finlandia         | 1:17,3 |       |

### Półfinały

#### Półfinał 1
| Miejsce | Zawodniczka               | Państwo           | Czas   | Uwagi |
| ------- | ------------------------- | ----------------- | ------ | ----- |
| 1.      | Jody Alderson             | Stany Zjednoczone | 1:06,6 | Q     |
| 2.      | Irma Heijting-Schuhmacher | Holandia          | 1:06,7 | Q     |
| 3.      | Hannie Termeulen          | Holandia          | 1:07,1 | Q     |
| 4.      | Marilee Stepan            | Stany Zjednoczone | 1:07,4 | Q     |
| 5.      | Judit Temes               | Węgry             | 1:07,4 | Q     |
| 6.      | Ragnhild Hveger           | Dania             | 1:07,7 |       |
| 7.      | Marjorie McQuade          | Australia         | 1:08,2 |       |
| 8.      | Ingegerd Fredin           | Szwecja           | 1:08,7 |       |

#### Półfinał 2
| Miejsce | Zawodniczka       | Państwo           | Czas   | Uwagi |
| ------- | ----------------- | ----------------- | ------ | ----- |
| 1.      | Joan Harrison     | Południowa Afryka | 1:07,2 | Q     |
| 2.      | Katalin Szőke     | Węgry             | 1:07,2 | Q     |
| 3.      | Angela Barnwell   | Wielka Brytania   | 1:07,2 | Q     |
| 4.      | Ilona Novák       | Węgry             | 1:07,8 |       |
| 5.      | Koosje van Voorn  | Holandia          | 1:08,1 |       |
| 6.      | Greta Andersen    | Dania             | 1:08,2 |       |
| 7.      | Judy Roberts      | Stany Zjednoczone | 1:08,2 |       |
| 8.      | Elisabeth Rechlin | Niemcy            | 1:08,5 |       |

### Finał
| Miejsce | Zawodniczka               | Państwo           | Czas   | Uwagi |
| ------- | ------------------------- | ----------------- | ------ | ----- |
| 1. !    | Katalin Szőke             | Węgry             | 1:06,8 |       |
| 2. !    | Hannie Termeulen          | Holandia          | 1:07,0 |       |
| 3. !    | Judit Temes               | Węgry             | 1:07,1 |       |
| 4.      | Joan Harrison             | Południowa Afryka | 1:07,1 |       |
| 5.      | Jody Alderson             | Stany Zjednoczone | 1:07,1 |       |
| 6.      | Irma Heijting-Schuhmacher | Holandia          | 1:07,3 |       |
| 7.      | Marilee Stepan            | Stany Zjednoczone | 1:08,0 |       |
| 8.      | Angela Barnwell           | Wielka Brytania   | 1:08,6 |       |